# Bezoek uit Londen
Bezoek uit Londen is een hoorspel van Alf Poss. Besuch aus London werd op 18 mei 1979 uitgezonden door de Bayerischer Rundfunk en werd bekroond als Hörspiel des Monats Mai 1979. Louis Houët vertaalde het en de KRO zond het uit op zaterdag 4 januari 1986. De regisseur was Johan Dronkers. Het hoorspel duurde 56 minuten.

## Rolbezetting
- Peter Aryans (Arthur)
- Ingeborg Uyt den Boogaard (Lena)

## Inhoud
Arthur en Lena, een bejaard echtpaar, wachten - als zo vaak - op het bezoek van hun zoon. Hij is een wereldberoemde pianist geworden en haast zich van concert naar concert. Om het wachten te overbruggen, spreken de beide oudjes over hun gedeelde leven, over de dood, over verwachtingen. Jarenlange gewoonte drukt zijn stempel op hun gesprek, maakt het tot twee monologen, die - vervolledigd door zwijgen - naast en met elkaar verlopen. De avond verstrijkt, de zoon komt niet. Zal hij morgen komen?